# Nicetas biciliata
Nicetas biciliata är en fjärilsart som beskrevs av W. Warren 1889. Nicetas biciliata ingår i släktet Nicetas och familjen nattflyn. Inga underarter finns listade i Catalogue of Life.